# Stoet (Dagmar de Kok)
Stoet is een artistiek kunstwerk van Dagmar de Kok, staande in Reigersbos I, Amsterdam-Zuidoost. Het driedelige werk staat op de zuidelijke kade van de Snellerwaardgracht bij het toen net vernieuwde Ouder Kind Centrum Gaasperdam.

## Beeld
Het zijn drie creaties uit 2013/2014, die bij gebouw Reigersbos 309 staan. Ze zijn gebaseerd op het Zuid-Afrikaanse volksverhaal (The world’s reward; een afgedankte hond gaat op zoek naar nieuwe vrienden). De Kok ontwierp een hele serie beelden en beeldjes gebaseerd op mythes, sagen en sprookjes, waarin zij een opstap ziet naar een nieuwe wereld. De beelden werden gemaakt met hulp van plaatselijke scholieren in een project "Mijn sculptuur/kunst op straat", gefinancierd door Stadsdeel Zuidoost en het CBK Zuidoost. De kinderen worden uitgenodigd de kunstobjecten als speelelementen te zien. De zes dieren zijn gemaakt van Polyisocyanuraat (PIR) voorzien van een aantal lagen glasvezelversterkte polyester, daar waar de kunstenaar meest in klei werkt. Aan de hand van miniatuurmodellen van circa veertig centimeter grootte werden steeds aanpassingen gedaan, zoals bijvoorbeeld uit veranderende veiligheidseisen en te verwachten gebruik als klimtoestel. Ze werden onthuld op 19 februari 2014. De beelden kregen namen Warthog (wrattenzwijn met hond), Donkey (ezel met aardvarken) en Bull (stier met springbok).

## Kunstenaar
Dagmar de Kok-Ndegobese (1977) groeide op in het Brabantse Boxtel, doorliep daar de basisschool en trok naar Den Bosch voor de middelbare school. Daarna studeerde ze aan de Fontys Hogeschool voor de Kunsten, toen nog Academie voor Beeldende Vorming Tilburg geheten met nadruk op fotografie, beelden kunst en schilderkunst. Al tijdens haar studie aldaar opende ze een kunstwinkel in Boxtel, die ze tot 2005 voerde. Bij haar ontwikkelde zich interesse voor onder meer Zuid-Afrika, trok er naar toen en verbleef op diverse plekken op de wereld. Ze vestigde zich met atelier in Amsterdam, van waaruit ze ook les geeft. De Kok komt regelmatig langs de beelden; het gaf haar iedere keer een glimlach.

## Afbeeldingen

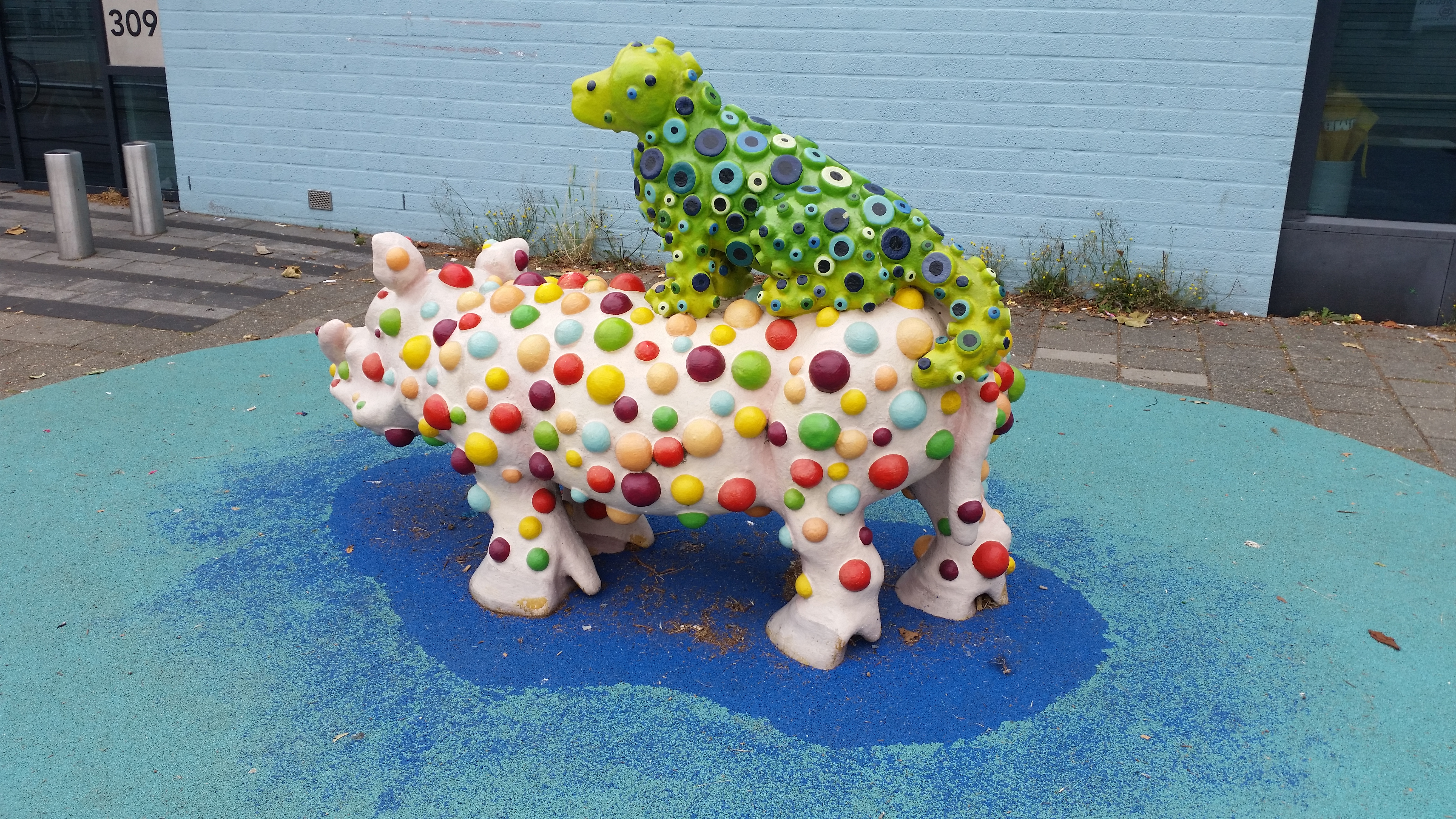
Beeld I (juli 2019)
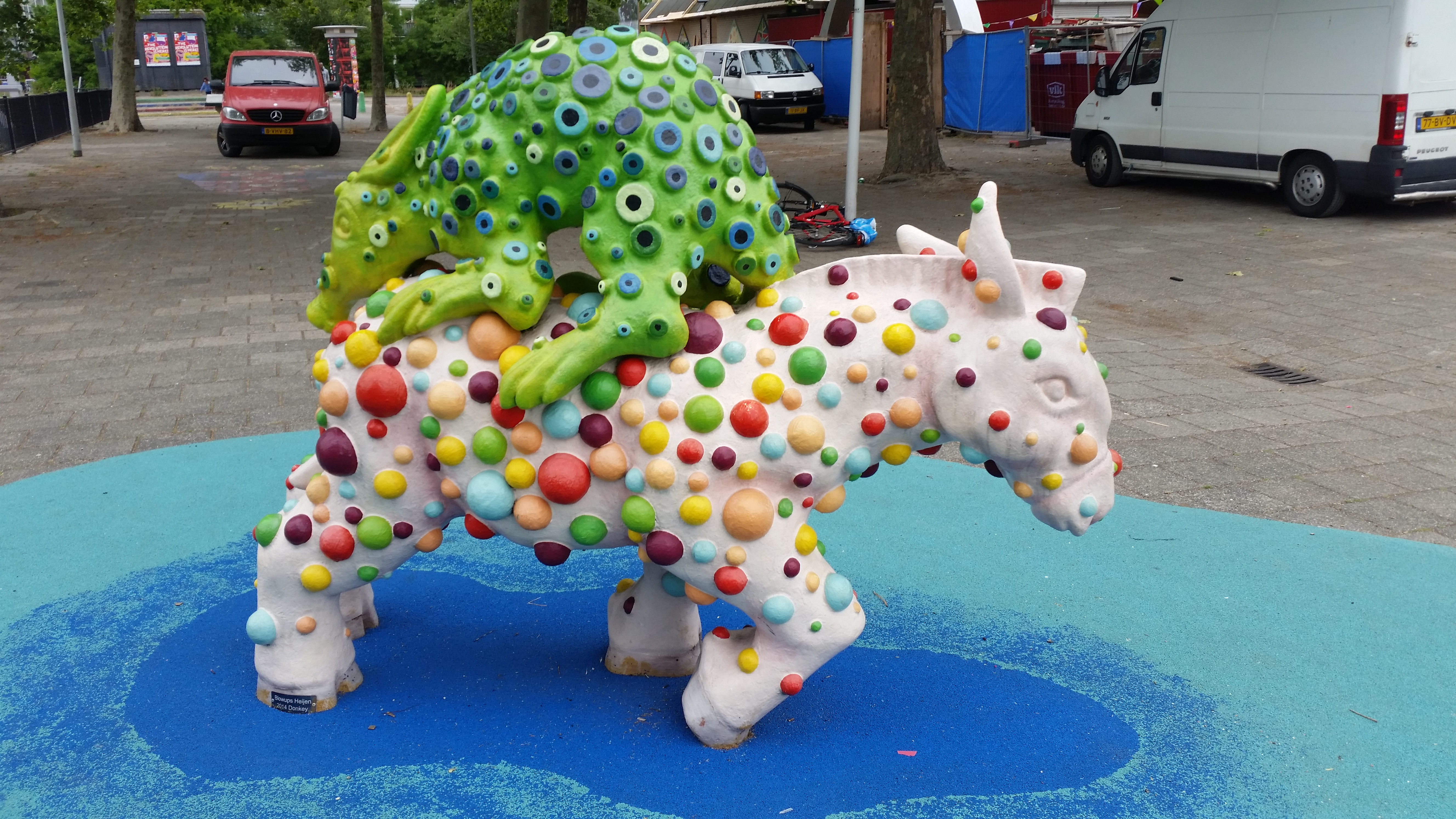
Beeld II (juli 2019)
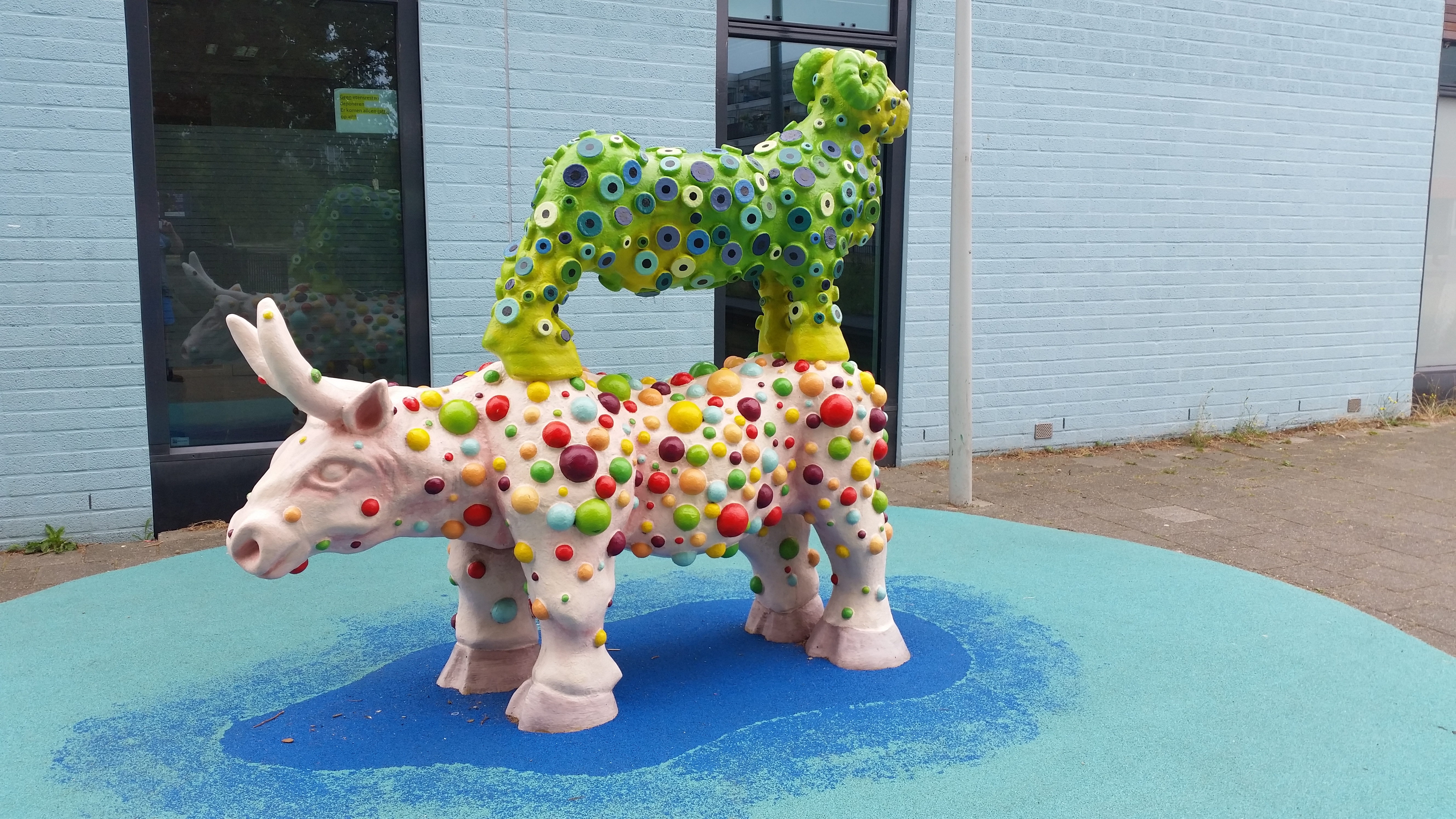
Beeld III (juli 2019)